# Store Borupgård
Store Borupgård er gennem tiderne dannet af landsbyen Borup. Gården ligger i Kattrup Sogn i Horsens Kommune. Hovedbygningen er opført i 1869.
St. Borupgård Gods er på 294 hektar.

## Ejere af St. Borupgård
- (1593-1767) Kronen
- (1767-1771) Lars Bang
- (1771-1798) Jens Overbye
- (1798-1800) Jens J. Engerslev
- (1800-1816) Christian Frederik Juul
- (1816-1838) Mikkel Roedsted
- (1838-1852) Niels Christian Mikkelsen Roedsted
- (1852-1856) C. N. Monberg
- (1856-1867) Johan Lange
- (1867-1896) Bendt lensgreve von Wedell
- (1896-1916) Søren Peter Pedersen
- (1916-1922) Jens Pedersen Munkedal
- (1922-1940) N. R. Møller
- (1940-1943) A. Møller-Enggaard
- (1943-1948) Taarnholm A/S
- (1948-1951) G. Madelung / P. Bendtsen / K. Haslund / B. Høyer-Kruse
- (1951-1972) Boy Høyer senior
- (1972-1998) Boy Høyer junior
- (1998-) Lars Boy Høyer